# Anna Polina

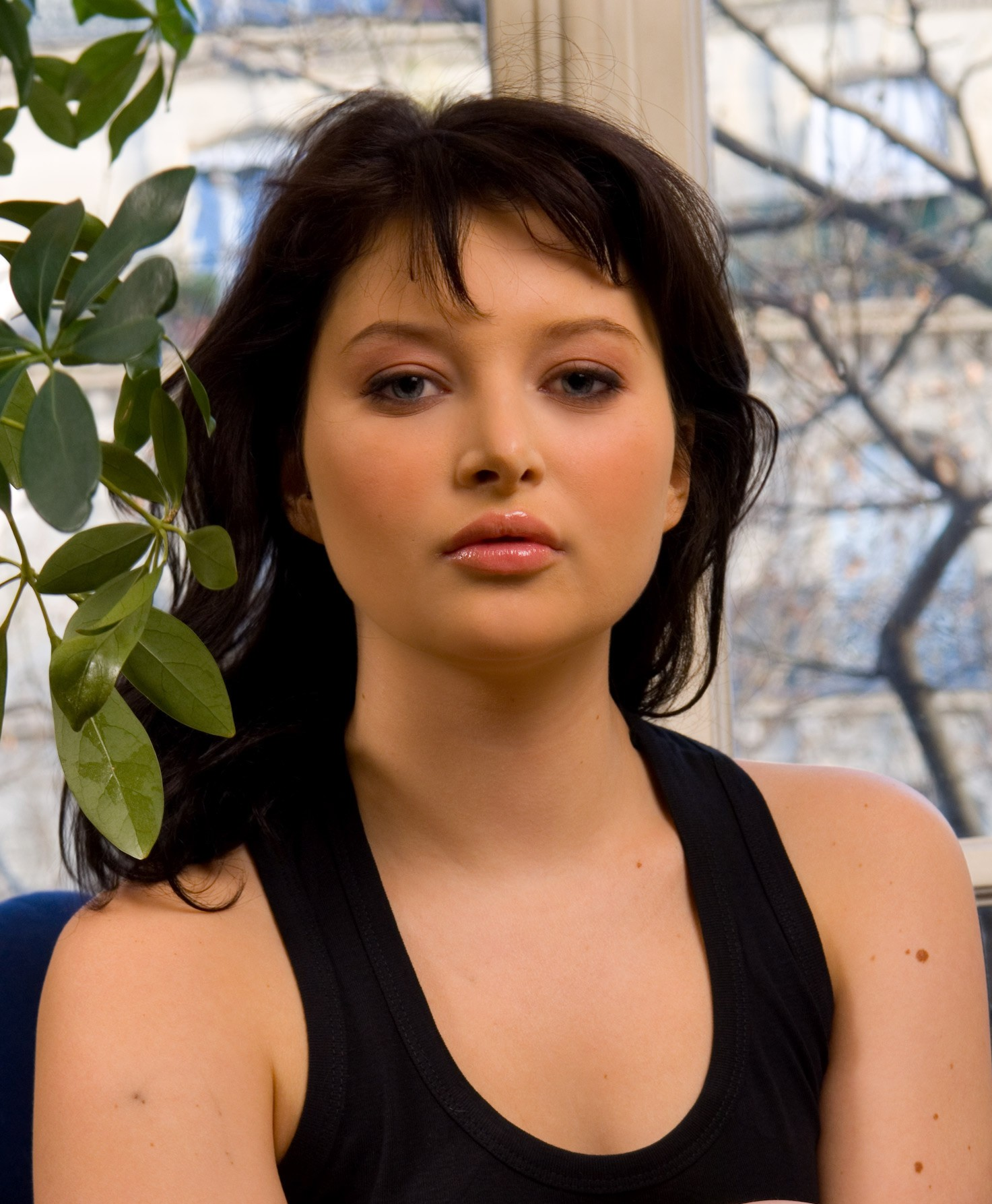
Anna Polina (2010er-Jahre)

Anna Polina (russisch Анна Полина; * 11. September 1989 in Leningrad, Russische SFSR, Sowjetunion) ist eine russisch-französische Pornodarstellerin und ein Erotikmodel.

## Leben und Karriere
Anna Polina kam im Alter von elf Jahren mit ihren Eltern nach Frankreich. Ihre Ballett-Karriere musste sie aufgrund einer Verletzung beenden und studierte zunächst Jura. 
Polina drehte ihre ersten Szenen unter dem Namen „Lilith Marschall“. Später wurde sie vom Produktionsstudio von Marc Dorcel unter Vertrag genommen und zählt zusammen mit den Darstellerinnen Jade Laroche, Tarra White und Tori Black zu den „Dorcel Girls“. Sie spielte in einigen Filmen von Dorcel, unter anderem in Mademoiselle de Paris (2010), dem ersten Film, der von 920 Konsumenten und der Summe von 85.000 Euro koproduziert wurde. 2011 spielte sie in Inglorious Bitches, einer pornografischen Adaption des Films Inglourious Basterds (2009). Sie war zudem Darstellerin in Szenen der pornografischen Serie Russian Institute.
Am 17. Mai 2011 posierte Polina für ein Fotoshooting am Strand während der 64. Internationalen Filmfestspiele von Cannes. Im selben Jahr wurde sie auf der Venus Berlin mit dem Venus Award als beste Nachwuchsdarstellerin ausgezeichnet.
Polina besitzt die russische und die französische Staatsbürgerschaft.

## Auszeichnungen
- Venus Award 2011 – Beste Nachwuchsdarstellerin[1]
- XBIZ Award 2012 – Foreign Female Performer of the Year
- AVN Award 2014 – Best Sex Scene in a Foreign Shot Production in The Ingenuous (gemeinsam mit Aleska Diamond, Anissa Kate, Angel Piaff, Rita, Tarra White und Mike Angelo)[2]

## Filmografie (Auswahl)
- 2010: L’Art Niqueur
- 2010: Les belles enculées
- 2010: Tout ce qui bouge
- 2010: Mademoiselle de Paris
- 2010: Les Nymphos Font Du Ski
- 2011: Russian Institute – Lesson 15: Anna et ses soeurs
- 2011: Anna Secretaire tres particuliere
- 2011: Anna Apprentie Soubrette
- 2011: Russian Institute – Lesson 16: Lolitas
- 2012: L’innocente (The Ingenuous)
- 2012: La Journaliste
- 2014: Secretaire de Direction (Executive Assistant)
- 2014: La jeune Avocate (A Novice Lawyer)
- 2014: Les Femmes De Footballeurs XXX (Footballers Housewives)
- 2014: Educating Anissa (Anissa – Geschichte eines Betrugs)
- 2014: Manuels Fucking POV 2
- 2015: Claire, La Scandaleuse (Scandalous Girl)
- 2017: Big Mouthfuls 35
- 2019: Une nuit à Paris
- 2020: Teletravail Mode D'Emploi
- 2020: Aerobic Angels 3
- 2020: Les Confinees
- 2020: Le CV D'Anna Polina Elle Sait Tout Faire
- 2020: De (Tres) Gros Atouts Vol. 1
- 2020: Le Séminaire
- 2021: Anna, La Prof de Natation
- 2021: Weekend Libertin a la Campagne
- 2021: Anna, L'influenceuse
- 2021: Luxure: Les perversions de ma femme